# Friedrich von Preen
Friedrich Adolf Philipp Karl von Preen (* 15. Juni 1823 in Karlsruhe; † 5. Mai 1894 ebenda; evangelisch) war ein seit 1850 im badischen Staatsdienst stehender Jurist und Kreishauptmann, vergleichbar mit einem heutigen Regierungspräsidenten.

## Familie
Friedrich Freiherr von Preen war der Sohn des Obristlieutenants Johann Friedrich Freiherr von Preen aus der badischen Linie des Adelsgeschlechts von Preen und der Karoline geborene Fesenbeck. Er heiratete in erster Ehe 1851 Klara geborene Giulini († 1852 in Mannheim), Tochter des Fabrikanten Paul Giulini in Mannheim. Seit dem 16. Dezember 1861 war er in zweiter Ehe verheiratet mit Elisabeth geborene Freiin von Reischach (* 6. August 1839 in Karlsruhe). Aus erster Ehe entstammt der Sohn Paul (* 10. Juli 1852 in Mannheim), späterer Hofjunker und Amtmann. Aus zweiter Ehe entstammen drei Kinder: Karl Wolfgang (* 3. Februar 1863 in Lörrach), späterer Hofjunker und Oberschulratssekretär, Fanny Elisabeth (* 23. November 1865 in Lörrach), spätere Hofdame, und Johann Alfred (* 13. November 1871 in Bruchsal), späterer Sekondleutnant im 1. badischen Feldartillerie-Regiment Nr. 14.

## Ausbildung
Nach dem Abitur 1841 am Lyzeum Mannheim studierte Friedrich von Preen ab dem Sommersemester 1841 Rechtswissenschaften an der Universität Heidelberg, unterbrochen durch ein Wintersemester an der Universität Berlin 1842/43. 1844 schloss er sein Studium an der Universität Heidelberg ab und wurde ab dem 14. Juni 1845 Rechtspraktikant. Am 2. Juli 1846 wurde er Aktuar beim Bezirksamt Weinheim und danach ab dem 1. Dezember 1846 Volontär im Kriminalbüro des Stadtamtes Mannheim. Ab dem 1. Oktober 1847 war er Substitut beim Rechtsanwalt Küchler in Heidelberg.

## Laufbahn
- September 1848 erster Beamter beim Bezirksamt Buchen
- Oktober 1848 in der Verwaltung des Oberamtes Heidelberg
- 15. Juni 1849 zweiter Beamter beim Bezirksamt Weinheim
- 26. November 1850 Polizeiassessor beim Stadtamt Mannheim und ab dem 1. Juli 1855 dort Amtmann
- 14. April 1859 Amtmann und Amtsvorstand beim Bezirksamt Lörrach und dort am 23. April 1861 zum Oberamtmann befördert
- 27. Oktober 1869 Stadtdirektor beim Bezirksamt Bruchsal
- 23. Mai 1874 Stadtdirektor beim Bezirksamt Karlsruhe und als Amtsvorstand in Personalunion Kreishauptmann des Kreises Karlsruhe
- 26. Dezember 1876 zum Kammerherr ernannt
- 24. April 1887 zum Geheimen Regierungsrat ernannt und zum 24. April 1892 zum Geheimen Oberregierungsrat befördert

## Korrespondenz
Friedrich von Preen wurde vor allem bekannt durch seine Korrespondenz mit seinem Freund Jacob Burckhardt, dessen Briefe an Preen 1922 veröffentlicht wurden.

## Auszeichnungen
- 1868 Ritterkreuz 1. Klasse des Zähringer Löwen-Ordens
- Badisches Erinnerungszeichen für 1870/71
- 1872 Preußischer Kronen-Orden mit rotem Kreuz auf weißem Feld am Erinnerungsband 4. Klasse
- 1877 Preußischer Roter Adler-Orden 3. Klasse
- 1881 Kommandeurkreuz 2. Klasse des Zähringer Löwen-Ordens
- 1881 Kommandeurkreuz 2. Klasse des schwedischen Wasa-Ordens
- 1885 Preußischer Kronen-Orden 2. Klasse
- 1893 Preußischer Roter Adler-Orden 2. Klasse

## Werke
- Über Kreisversicherungsanstalten, Karlsruhe 1870